# Pericapritermes nitobei
Pericapritermes nitobei ist eine Termitenart aus der Familie der Termitidae. Sie kommt in Südostasien vor.
Die Soldaten dieser Termitenart haben einen speziell asymmetrisch geformten Kiefer. 2020 stellte ein Team der Abteilungen für Entomologie und für Physik der National Chung Hsing University in Taiwan fest, dass Termitensoldaten dieser Art eine Kieferschließungsgeschwindigkeit von bis 132 m/s (475 km/h) haben. Dies ist die bisher höchste Geschwindigkeit, die im Tierreich gemessen wurde. Hierzu spannen sie ihre Mandibeln. Vermutlich können Ameisen durch die Geschwindigkeit effektiver abgewehrt werden.